# Maho Katsuyama
Maho Katsuyama (jap. 勝山 真帆, Katsuyama Maho; * 23. Juli 1984) ist eine frühere japanische Skeletonpilotin.
Maho Katsuyama begann 2002 mit dem Skeletonsport und gehörte seit 2005 dem Nationalkader Japans an. Ihre ersten internationalen Rennen fuhr sie schon im November 2004 in Calgary im Rahmen des Skeleton-America’s-Cup. Katsuyama belegte dort die Ränge 38 und 34. Im Januar 2005 trat sie in Igls bei der Winter-Universiade 2005 an und erreichte dort den 13. Platz. Wenig später nahm sie in Winterberg an den Junioren-Weltmeisterschaften teil und kam dort auf Platz 21. Die nächsten America’s-Cup-Rennen folgten im November 2006, erneut in Calgary. Bestes Resultat wurde ein 15. Rang. Dasselbe Resultat erreichte die Japanerin auch bei ihrem ersten und einzigen Skeleton-Weltcup-Rennen im Januar 2007 im heimischen Nagano. Es war zugleich das letzte internationale Rennen Katsuyamas. In der Gesamtwertung der Saison belegte sie den 34. Platz. Bei den nationalen Meisterschaften 2007 gewann sie die Bronzemedaille.